# Wacław Barszczewski
Wacław Barszczewski (ur. 11 września 1930 w Krubinie, zm. 17 lutego 1999) – polski działacz partyjny, konsul generalny PRL w Warnie (1985–1989).

## Życiorys
Syn Antoniego i Józefy. 13 marca 1951 został członkiem Polskiej Zjednoczonej Partii Robotniczej. Od września 1953 do lipca 1954 był słuchaczem Centralnej Komsomolskiej Szkoły w Moskwie, zaś od września 1957 do czerwca 1960 Wyższej Szkoły Nauk Społecznych przy KC PZPR.
W aparacie partyjnym pełnił funkcje: inspektora Wydziału Propagandy Komitetu Centralnego PZPR (1967–1970), zastępcy kierownika Wydziału Propagandy i Agitacji oraz Wydziału Propagandy, Prasy i Wydawnictw (1970–1972). Od 1962 był członkiem Ogólnopolskiego Komitetu Pokoju.  Od 7 listopada 1974 do 23 listopada 1982 sekretarz generalny Towarzystwa Przyjaźni Polsko-Radzieckiej. Od lutego 1985 do marca 1989 sprawował funkcję konsula generalnego w Warnie.
Pochowany na Cmentarzu Bródnowskim w Warszawie.

## Odznaczenia
- Złoty Medal „Za Zasługi dla Pożarnictwa” (1968)[4]
- Odznaka „Budowniczego Wrocławia” (1970)[5]